# Altaci Kokama
Altaci Rubim Corrêa Kokama (Santo Antônio do Içá, 1977?), nascida Tataiya Kokama, é a primeira professora universitária indígena da Universidade de Brasília (UnB), ativista pela preservação dos idiomas indígenas. Representante dos povos indígenas da América Latina e do Caribe, no Grupo de Trabalho Mundial da Década das Línguas Indígenas, da UNESCO (2022-2032), e coordenadora-geral de Articulação de Políticas Educacionais Indígenas, no Departamento de Línguas e Memórias Indígenas, no Ministério dos Povos Indígenas. É mestra em Sociedade e Cultura na Amazônia (UFAM), doutora em Linguística (UnB) e mestranda em Linguística e Línguas Indígenas (UFRJ). Além disso, é pesquisadora e ativista em prol da recuperação dos idiomas indígenas.

## Vida pregressa
Tataiya Kokama (seu nome em seu idioma materno) nasceu em Santo Antônio do Içá, interior do estado do Amazonas, na aldeia Tikuna. Décima primeira filha de Glorinha Corrêa da Silva, da etnia Kaixana, e de Francisco Pinto Rubim, da etnia Kokama.
Francisco Pinto Rubim, pai de Altaci Kokama, nasceu na comunidade indígena Jacurapá, no Rio Içá, às margens do Rio Solimões. Quando seu pai tinha 10 anos de idade, já era órfão de pai e sua mãe também faleceu. Um barco com padres Salesianos passou pela região e o levou para trabalhar num internato em Manaus. Aprendeu a ler e a escrever às escondidas, e chegou a passar fome. Fugiu do internato aos 18 anos.
Quando uniu-se a Glorinha Corrêa da Silva, buscando escola para os primogênitos, mudaram-se para o local hoje chamado Bairro da Independência, pois souberam de uma pequena escola em Santo Antônio do Içá. Lá nasceram Altaci e os demais filhos do casal, totalizando quinze filhos.
| “               | Os pais colocavam seus filhos na escola, mas a gente era muito discriminado. Pela língua, pela roupa. Naquela época, o governo não dava fardamento, e a gente não tinha condições de comprar. Muitos desistiram, e a gente só não desistiu porque meu pai não deixava. Ele nunca deixou a gente desistir da escola. | ” |
| — Altaci Kokama | |   |

A casa em que viviam era de madeira, rodeada por árvores frutíferas e animais, a água vinha de um poço localizado no quintal e um tabuleiro de madeira no córrego era usado para lavar roupas e louças. Altaci e os irmãos ajudavam na roça e em atividades de sustento da família desde pequenos. Altaci, os irmãos e outras crianças se escondiam na única biblioteca de Santo Antônio com suas bacias cheias de frutas até a hora de voltar a vender as frutas pela cidade. Foi ali que ela aprimorou a leitura e a escrita.
O Prefeito informou a comunidade de Altaci que as terras onde viviam eram dele e que iria utilizá-las para criação de gado, contratando todos, incluindo as crianças, para plantar capim no lugar onde cultivavam suas roças. Depois disso, contratou todos para carregar areia e asfaltar a cidade e, em seguida, para varrer as ruas.

### Proibição dos idiomas indígenas
No Brasil, por várias décadas, os indígenas foram proibidos pelos missionários religiosos e pelo próprio Estado de manterem sua cultura (realizarem seus rituais) e de falarem em seus idiomas próprios. Dessa forma, muitas pessoas descobriram ser indígenas já quando eram adultos e, com isso, entenderam por que alguns parentes mais velhos, às vezes, eram vistos falando alguns sons desconhecidos e, ao serem vistos, paravam de falar.
| “                            | Um dia meus pais vieram falar pra mim sobre a nossa origem. Minha mãe contou que por muito tempo era proibido falar disso. Os padres proibiam, porque as crianças tinham que aprender a língua portuguesa. Ela ficou envergonhada e também com medo de sofrer represália na época. | ” |
| — Jardeline dos Santos Costa | |   |

Altaci Kokama cresceu ouvindo seu Tio Pedro e sua Tia Marcina fazendo um zumbido parecido com o som das abelhas quando conversavam entre si. Seu pai também misturava palavras como essa em meio ao português que falava. Depois de adulta, descobriu que eram palavras na língua kokama, onde o "ÿ" de palavras como "yawara (cachorro)" faz o som de "dza".

## Carreira
Altaci terminou a educação básica e formou-se no magistério na Escola Estadual Santo Antonio. Mudou-se para perto da avó, de etnia Ticuna, para trabalhar como professora na vila Betânia. Após dois anos de atuação, o prefeito anunciou que não pagaria os professores. Aos 19 anos, em 1996, Altaci decidiu, então, mudar-se para a capital do estado e convenceu os pais a deixá-la levar também uma irmã e quatro parentes Ticuna.
Em Manaus, só conseguiram alugar um quarto em cima de um bueiro. Então os parentes logo voltaram para sua terra. Ela e a irmã trabalharam como faxineiras. Os patrões da irmã a matricularam na escola para que progredisse; já os patrões de Altaci não a deixavam nem pegar um livro. Com a ajuda de uma amiga para escrever seu currículo e roupas emprestadas, passou em uma entrevista e foi contratada para dar aulas de Matemática em uma escola. Conseguiu alugar um quarto melhor para ela e a irmã.
Por gostarem de seu trabalho, passou para um contrato de convênio com a Secretaria Municipal de Educação, então o salário aumentou e ela conseguia mandar dinheiro para sua mãe e pagar um curso pré-vestibular. Em 2005, junto com o professor Ely Makuxi, fundou a gerência municipal de educação escolar indígena.

### Pós-graduação
Em 2001, na quinta vez em que prestou o vestibular, foi aprovada para o curso Normal Superior (hoje Pedagogia) da Universidade Estadual do Amazonas (UEA). Seu pai faleceu uma semana depois de receber a notícia de sua aprovação, vítima de tétano (quando estava consertando uma canoa, se feriu com um prego e não conseguiu tomar a vacina no posto de saúde de sua localidade: da primeira vez não havia vacina; da segunda, não havia quem aplicasse).
Depois disso, Altaci fez duas especializações e iniciou o mestrado em Antropologia, sob orientação do Professor Alfredo Wagner Berno de Almeida. Seu trabalho foi desenvolvido no Alto Solimões e em uma parte do Alto Rio Negro (próximo ao Vale do Javari) graças a uma parceria entre a Universidade do Estado do Amazonas e a Universidade Federal do Amazonas.
| “               | Cresci como pessoa, como pesquisadora indígena, e me tornei militante, porque viajei muito, conheci a realidade de outros povos que passaram situações como as que nós passamos. Acabei me tornando oficineira de mapeamento situacional de povos e comunidades tradicionais da Amazônia, levando formação em direitos indígenas, saúde, educação, elaboração de material didático. | ” |
| — Altaci Kokama | |   |

Sofreu duas tentativas de assassinato enquanto ministrava essas oficinas. Uma em Santo Antônio, quando ela e um amigo ensinavam a usar o GPS para demarcação de territórios indígenas. Sobreviveram à emboscada porque um dos indígenas desviou do caminho. A segunda vez aconteceu em São Paulo de Olivença, quando um grupo agressivo de ribeirinhos invadiu a oficina para afirmar que a terra era deles. Ela e o amigo foram colocado no centro de uma roda, e sobreviveram porque conseguiram convencer os agressores de que estavam ensinando um processo para que nem os direitos dos ribeirinho, nem os dos indígenas fossem usurpados.
Após o mestrado, Altaci logo foi aprovada para o Doutorado na Universidade de Brasília (UnB), em 2012. Sua mãe, que há cinco anos morava com ela, faleceu pouco antes de sua mudança para Brasília, por complicações de câncer no fígado. Um mês depois de chegar à UnB, Altaci entrou em coma e assim descobrou-se que tem púrpura (uma doença autoimune que causa inflamação dos vasos sanguíneos e que demanda tratamento para a vida toda). Ficou afastada até o final do ano.
Defendeu sua Tese "O reordenamento político e cultural do povo Kokama: a reconquista da língua e do território além das fronteiras entre o Brasil e o Peru" em 2016.

### Professora universitária
Em 2019, foi aprovada em concurso para professora adjunta do curso de Letras na Universidade de Brasília. É a primeira professora indígena da UnB. Apesar de residir em Brasília desde então, ainda atua em Manaus em prol do fortalecimento da língua e da cultura de seu povo. "Tsar wapan", em Kokama, é a expressão que descreve sua emoção quando soube da notícia: "quando a felicidade transborda" ou "plenitude da alegria".
Durante as férias da UnB, Altaci vai a Tefé e Benjamin Constant, no interior do Amazonas, para ministrar oficinas.

## Recuperação dos idiomas originários
No Brasil, existiam 1.100 línguas nativas quando ocorreu a invasão europeia; hoje restaram 740 (a maioria no estado do Amazonas), mas muitas delas correm o risco de sumir pelo baixo número de falantes (muitas vezes, com apenas uma ou duas pessoas falantes, geralmente anciãos). É possível recuperá-las, revitalizá-las e resgatá-las (mesmo as consideradas extintas) pelos rituais e contatos com seus ancestrais. Um levantamento da UNESCO de 2010, indica que 190 idiomas indígenas brasileiros estão em perigo de extinção.
Um exemplo de tesouro linguístico (e cultural) que foi perdido aconteceu em 2022 com a morte do último indígena da Terra Indígena de Tanaru, conhecido como "índio do buraco". A própria Altaci aponta as muitas mortes em sua etnia por conta do covid-19. E os mais atingidos são os anciãos, mais frágeis de saúde, que também são aqueles que guardam a cultura, a memória e o idioma de seu povo. Segundo ela, só em um dos anos da pandemia de covid, 75 dos 95 anciãos kokamas faleceram.
| “               | Minha trajetória está toda ligada ao movimento indígena na luta pela educação, pela demarcação, pela saúde e pelo bem viver dos povos indígenas. | ” |
| — Altaci Kokama | |   |

Altaci Kokama participa e auxilia inúmeras atividades realizadas pelos Kokama, incluindo a construção de novos espaços para seu idioma, a formação de professores, a produção de materiais didáticos, o intercâmbio com falantes do idioma que vivem no Peru, cursos do idioma via WhatsApp, e gravação de músicas tradicionais de seu povo.

### Década Internacional das Línguas Indígenas
Em 2019, diversos representantes indígenas se reuniram na Bolívia, incluindo Altaci Kokama, para tratar da luta pelo fortalecimento das línguas indígenas. Nesse evento, 2019 foi nomeado o "Ano Internacional das Línguas Indígenas" e iniciou-se uma movimentação em nível mundial coordenada pela Unesco em prol do assunto. O movimento se desdobrou na criação da Década Internacional das Línguas Indígenas, entre os anos de 2022 e 2032. Cada uma das sete regiões mundiais foi convidada a ter seu representante, tendo sido abertas proposições de cadidaturas e realizada votação online (devido ao período da pandemia). Dentre os vários candidatos da região América Latina e Caribe, Altaci foi eleita já na primeira rodada de votos.
A criação da Década Internacional das Línguas Indígenas busca preservar e resgatar não somente os idiomas, mas os saberes e as culturas desses muitos povos, que estão diretamente ligados à preservação das florestas e dos demais biomas ao redor do mundo. A primeira ação desse amplo projeto foi a produção de um plano de ação mundial. A partir dele, cada associação indígena (Altaci representa a Associação dos Indígenas Kokama Residentes em Manaus) foi chamada a discutir as formas como seu país pode contribuir para o alcance das metas. O Brasil está bem organizado e tenta auxiliar outros continentes que ainda não iniciaram a mobilização.
Vários povos querem fortalecer suas línguas, mas faltam políticas públicas nessa área. Ao longo de muito tempo, os pesquisadores da área não eram indígenas e não davam um retorno para as comunidades que estudavam, incluindo gravações de áudio e vídeo que atualmente são tesouros inestimáveis para a preservação e revitalização das culturas indígenas. Hoje, com o crescimento de alunos indígenas nas Universidades, em nível de graduação e de pós-graduação, vêm aumentando as pesquisas sobre assuntos indígenas realizadas por pessoas das próprias etnias estudadas.
No Brasil, sob coordenação de Altaci Kokama e organização de Samela Ramos e Anari Pataxó, a Década Internacional das Línguas Indígenas está organizada em três Grupos de Trabalho Nacional: 1. Língua de Sinais Indígenas, 2. Línguas Indígenas, e 3. Português Indígena. Dessa forma, está em formação uma rede de pessoas indígenas que trabalham com resgate e revitalização de idiomas e que podem dar suporte aos povos que querem trabalhar nessas atividades.
| “               | Nós temos uma língua que ainda corre perigo de extinção, mas que possui um grande potencial para reverter isso. Quando você pensa em uma educação kokama, fala-se 'ya eran', que é ensinar a cosmovisão a partir do coração. Se a gente perde [a língua], se isso desaparece, deixamos de ser kokamas. Para nós, a língua que falamos é a própria vida. | ” |
| — Altaci Kokama | |   |

### Ministério dos Povos Indígenas
Em 18 de abril de 2023, foi nomeada para a Coordenação-Geral de Articulação de Políticas Educacionais Indígenas, no Departamento de Línguas e Memórias Indígenas, do Ministério dos Povos Indígenas.

## Carreira
- 2023 - Coordenação-Geral de Articulação de Políticas Educacionais Indígenas, no Departamento de Línguas e Memórias Indígenas, do Ministério dos Povos Indígenas.[1][11][12][13][18][19][20]
- 2021 - Representante dos povos indígenas da América Latina e do Caribe, no Grupo de Trabalho Mundial da Década das Línguas Indígenas, da UNESCO (2022-2032).[1][2][10][14][18][21][22][23][24][25][26][27][28]
- 2019 - Professora do Instituto de Letras da Universidade de Brasília.[21][29]

- 2017 - Chefe da Gerência de Educação Escolar Indígena de Manaus.[21]
- 2016 - Doutora em Linguística (UnB), com a Tese "O reordenamento político e cultural do povo Kokama: a reconquista da língua e do território além das fronteiras entre o Brasil e o Peru".[4][30]
- 2011 - Mestre em Sociedade e Cultura na Amazônia (UFAM), com a Dissertação "Identidade dos Professores Indígenas e Processo de Territorialização/ Manaus – AM".[3]
- 2008 - Especialista em Programa de Educação de Jovens e Adultos – PROEJA (IFAM), com o tema "Práticas Pedagógicas Diferenciadas na Formação de Professores de Jovens e Adultos".[3]
- 2006 - Especialista em Pesquisas Educacionais (UEA), com o tema "Reflexões Metodológicas em Pesquisas Educacionais / Reflexões sobre a leitura e a produção textual dos alunos da Universidade do Estado do Amazonas".[3]
- 2005 - Fundadora (com Ely Makuxi) da Gerência de Educação Escolar Indígena de Manaus.[2]
- 2005 - Formado no curso Normal Superior (UEA), com o Trabalho de Conclusão de Curso "O Reflexo da Sociedade envolvente na identidade das crianças Sateré Mawé na aldeia em contexto urbano Y?APERYHY?T".[3]
- ? - Fundadora e Diretora do Museu Kokama, em Manaus.[31]

## Seleção de publicações
- 2022 - Kumitsa Kakɨrɨ: por uma língua viva, com Glademir Sales do Santos e Laura Sheine Rubim de Souza.[32]
- 2021 - Remando nas redes sociais: O desafio da educação escolar Kokama em tempos de pandemia, com Sheilla Borges Dourado.[33]
- 2017 - Aspectos sintáticos das Línguas Portuguesa, Kokama e Apinajé: Diálogos interculturais, com Severina Alves Almeida, Jeane Alves Almeida, Angela Maria Silva, Denyse Mota Silva.[34]
- 2016 - Tese "O reordenamento político e cultural do povo Kokama: a reconquista da língua e do território além das fronteiras entre o Brasil e o Peru".[4][30]
- 2011 - Dissertação "Identidade dos professores indígenas e processo de territorialização/Manaus-AM".[35]
- 2005 - Trabalho de Conclusão de Curso "O Reflexo da Sociedade envolvente na identidade das crianças Sateré Mawé na aldeia em contexto urbano Y?APERYHY?T".[3]